# Lill Sikören
Lill Sikören is een Zweeds eiland behorend tot de Lule-archipel. Het eiland is een van de meest noordelijk en oostelijk gelegen eilanden van de archipel. Het heeft geen vaste oeververbinding. Er is nauwelijks bebouwing aanwezig, waarschijnlijk enkel een schuilcabine of zomerwoning. Het eiland steekt ook amper boven zee uit. Vroeger was er ook een (Stor) Sikören, dat is inmiddels vergroeid met Bockön.
Ten zuiden van het eilandje liggen twee kleinere naamloze zandplaten, deze zijn verklaard tot natuurreservaat.